# Kenneth Arnold

Arnold đang chỉ vào vật thể dạng lưỡi liềm

Kenneth Arnold (29 tháng 3 năm 1915 - 16 tháng 1, 1984) - một phi công tư nhân ở Boise, Idaho, Mỹ, và công việc làm thêm là tìm kiếm cứu nạn hàng không - được coi là nhân chứng đầu tiên nhìn thấy UFO.
Ngày 24 tháng 6 năm 1947, Arnold báo cáo nhìn thấy 9 vật thể bay kỳ lạ xếp thành một chuỗi gần núi Rainier, Washington khi ông ta đang tìm kiếm một máy bay quân sự mất tích. Ông miêu tả các vật thể gần như sáng lờ mờ khi chúng phản xạ ánh sáng Mặt Trời, phi đội của họ thật là bất thường ("giống như đuôi một con diều Trung Quốc"), và bay với "vận tốc kinh khủng". Câu chuyện của Arnold đã được phổ biến rộng rãi và được công nhận như một đại diện tiêu biểu, thú vị cho chủ đề UFO hiện đại.
Không lâu sau sự kiện, Arnold đáp máy bay đến Yakima, Washington, nơi ông ta làm báo cáo thường nhật cho Cơ quan Hàng không Dân sự Hoa Kỳ (Civil Aeronautics Administration). Khi dừng chân trong chuyến bay trở về để tiếp thêm nhiên liệu, ông ta nhắc lại câu chuyện cho một nhóm người hiếu kỳ, trong đó có một phóng viên.
Nhiều năm sau, Arnold xác nhận là ông ta đã nói với các nhà báo rằng "chúng bay với một kiểu bất thường, giống như một cái đĩa nhảy vọt lên khỏi mặt nước" và từ đó, thuật ngữ "đĩa bay" ra đời.Trong tiếng Anh, một thuật ngữ thông dụng khác được sử dụng để miêu tả các vật thể xuất hiện như Arnold đã từng thấy là "flying disks" (hay "discs") bên cạnh "flying saucer".Arnold cảm thấy rằng ông ta đã trích dẫn nhầm.
Dù sao, sự thật về hình dáng Arnold miêu tả đã được phức tạp thêm: ngay sau sự kiện, ông ta đã miêu tả các vật thể mỏng và phẳng, thuôn tròn ở đầu nhưng vát ở phần đuôi tạo nên thành một điểm, tức là ít nhiều giống hình cái đĩa.Ví dụ, trong cuộc phỏng vấn hai ngày sau đó, ông ta miêu tả "một cái gì đó giống như cái đĩa bánh bị cắt ở nửa giữa bởi, một loại hình tam giác lồi, phồng lên ở phía sau.Cũng ngày hôm đó ông ta còn nói " chúng có dạng đĩa và rất mỏng, tôi có thể thấy chúng rõ ràng".Trong báo Portland Oregon ngày sau đó, mô tả của Arnold được trích dẫn " chúng có dạng bán nguyệt, hình trái xoan ở phía trước và phồng lên ở phía sau...chúng trông giống một cái đĩa mỏng lớn ".
Trong một tuyên bố gửi lực lượng không quân ngày 12 tháng 7, Arnold đã nhiều lần ám chỉ các vật thể "giống dạng đĩa" và ở cuối báo cáo ông ta vẽ một bức tranh, có ghi chú:" chúng có vẻ dài hơn là rộng, bề dày của nó khoảng 1/20 bề rộng".
Câu chuyện trở nên phức tạp thêm khi một tháng sau sự kiện, trong cuộc gặp với hai sĩ quan AFF, Arnold cho biết một trong chín vật thể có sự khác biệt, to hơn và càng giống dạng lưỡi liềm, vát thành một điểm ở đằng sau.(Xem hình bên phải).
Dù thế, trong các tuần sau, hàng nghìn báo cáo tương tự tới tấp được gửi tới từ Mỹ và khắp nơi trên thế giới—hầu hết miêu tả các dạng đĩa. Một báo cáo của phi hành đoàn United Airlines: chín vật thể dạng đĩa trên bầu trời Idaho ngày 4 tháng 7 có lẽ thu hút báo chí hơn cả sự kiện Arnold và mở đường cho hàng loạt bài phóng sự sau đó.
Nhằm gán thêm mưu đồ vào câu chuyện của Arnold, không quân Mỹ bác bỏ rằng không có bất kỳ máy bay nào trong khu vực Mount Rainer lúc sự kiện của Arnold xảy ra.Song theo suy đoán của báo chí, các vật thể đã thấy rất giống các dạng đĩa bay quân sự, cả các máy bay thí nghiệm do quân đội Hoa Kỳ đang phát triển cùng thời gian đó (xem đĩa bay quân sự.Lực lượng quân đội trả lời rằng ngay cả máy bay cũng không thể là lời giải thích cho những quan sát đó.
Sự kiện UFO nổi tiếng trong suốt thời kỳ đó là sự kiện UFO ở Roswell được cho là một đĩa bay quân sự bị rơi, câu chuyện diễn ra ngày 8 tháng 7 năm 1947. Để trấn an dư luận, sự kiện đó và các sự kiện khác được quân đội giải thích là nhầm lẫn khi quan sát khí cầu khí tượng.
Bất chấp dư luận phanh phui, ngày 9 tháng 7, AFF đã bí mật bắt đầu nghiên cứu các báo cáo quan trọng nhất, với sự hỗ trợ của FBI.Báo cáo của Arnold cũng như phi hành đoàn United Airlines được đưa vào danh sách đó.Ba tuần sau họ đi tới kết luận rằng các báo cáo đĩa bay không phải là ảo giác hay có thể giải thích bằng các hiện tượng tự nhiên mà thực sự có cái gì đó đang bay và kêu gọi sự điều tra chính thức từ nhiều cơ quan chính phủ.